# Dogolachan
Dogolachan foi um imageboard da extrema-direita brasileira. A primeira versão foi criada em 2013 por Marcelo Valle Silveira Mello, preso desde 2018 e posteriormente condenado pela Justiça Federal, com processo judicial transitado e julgado, por diversos crimes como pedofilia, ameaça, racismo, divulgação de vídeos e fotos de pornografia infantil e outros crimes.
Dogolachan  foi o epicentro de uma série de ameaças, incluindo a políticos, e alguns desses casos levaram a manifestações na ONU. Um caso notorio foi a professora feminista Lola Aronovich. Ela recebe ameaças desde 2008, quando começou o seu blog, Escreva, Lola, Escreva, mas elas aumentaram substancialmente após entrar em desavenças com Marcelo Mello em 2011, por ter classificado o Massacre de Realengo como feminicídio, e 2013, por ter denunciado o blog racista Sílvio Koerich. As ameaças foram tantas que em 2018 foi sancionada a lei 13.642, ou Lei Lola, proposta por Luizianne Lins, que permite que a Polícia Federal investigue crimes cibernéticos de misoginia em nível interestadual e internacional.
Em janeiro de 2019, após renúncia do deputado Jean Wyllys pelas ameaças que vinha sofrendo, o entao Ministro da Justiça Sergio Moro anunciou que a abertura de investigação contra os responsaveis pelo site.. Ainda em janeiro, cinco moderadores foram presos na Operação Illuminate, da Polícia Federal. O site foi fechado e passou a operar dentro do Endchan, porém há a possibilidade do site ser uma isca para chamar a atenção de pessoas que queiram monitorar o grupo. A Polícia Federal do Paraná continuou com as investigações e ao final de 2019 o imageboard passou a ser monitorado pelo Grupo de Atuação Especial de Combate ao Crime Organizado. A Delegacia de Assuntos Institucionais, porém, afirma que a polícia não tem condições de realizar o monitoramento adequado e é apenas feito o acompanhamento das pessoas que consomem pornografia infantil. No início de 2020, a Polícia Federal do Rio de Janeiro iniciou uma investigação sobre o Dogolachan relativa ao website Rio de Nojeira.
Em 13 de março de 2019, dois adolescentes supostamente usuários do Dogolachan realizaram o Massacre de Suzano. Eles teriam pedido dicas de como atuar no imageboard e foram auxiliados pelo moderador DPR. O massacre levou a uma onda de ameaças a escolas e universidades pelo Brasil.

## Criadores
Marcelo Valle era um analista de sistemas e ex-estudante da Universidade de Brasília (UnB). Foi condenado junto com Emerson Eduardo Rodrigues em 2012 a seis anos e três meses de prisão como resultado da Operação Intolerância, da Polícia Federal com apoio do FBI, por suas postagens no blog Silvio Koerich. A operação foi deflagrada depois de mais de 70 mil denúncias nas Secretarias de Proteção à Mulher e de Direitos Humanos da Presidência. O blog propagava mensagens racistas, machistas, homofóbicas e pedofílicas. Durante a investigação, foram encontradas evidências e um ataque terrorista contra os alunos de Ciências Sociais de sua antiga universidade. Depois de um ano e seis meses preso, ganhou o direito de cumprir a pena sob liberdade condicional. Foi nessa época, em 2013, que ele criou o Dogolachan. Ele havia sido expulso dos outros chans, por isso decidiu criar o seu.

Marcelo Valle Silveira Mello (Psycl0n), fundador do Dogolachan

Seu nome no imageboard era Psy, Batoré ou Psytoré. O imageboard é famoso pela trollagem e discurso de ódio. O símbolo do website é o dogola, um meme brasileiro de um cachorro russo sorrindo, que na época foi compartilhado à exaustão. O grupo propagava a ideia que precisava haver um contra-ataque para devolver o lugar de direito aos homens héteros e brancos após a revolução cultural dos anos 60. Também apoiava os ataques de ódio de Jair Bolsonaro. Dentro do fórum, pessoas que cometem assassinatos e chacinas são declaradas como heróis e minorias no geral são chamadas de escória. De acordo com a Safernet, ONG que combate crimes na internet, até 2019, o Dogolachan e outros 5 websites ligados a ele geraram mais de 160 mil reclamações formais.
Marcelo Mello e Emerson Setim voltaram a ser presos em 2018 na Operação Bravata e condenados por 42 anos e R$ 1 milhão de reparação por postagens racistas em fóruns anônimos. Marcelo também foi apontado como o criador da BolsoCoin, moeda que homenageia Jair Bolsonaro e a autodeclarada primeira criptomoeda da direita alternativa e neonazista do Brasil. A moeda foi usada em fóruns da extrema-direita para pagar por serviços de doxxing e swatting. Após sua prisão, DPR se tornou o novo moderador do Dogolachan. Seu nome de usuário vem de Dread Pirate Roberts, o pseudônimo de Ross Ulbricht, fundador e administrador do site Silk Road. A partir de então, o imageboard passou a operar na deep web, sendo hospedado na rede .onion.
GOEC (Grupo de Operações Especiais Cartola), ou Alemão, é um usuário que supostamente morava na Alemanha e apareceu no Dogolachan no fim de 2016. Há suspeitas que ele possa ser Marcelo Mello, que o original não opere mais ou ainda que seja apenas um personagem criado para distrair a polícia. Ele dizia ser hacker e se vangloriava por nunca ter sido identificado pela polícia. Ele possuía acesso a bancos de dados e fazia doxxing no imageboard. Normalmente, fazia ameaças pelo protonmail, assinando com uma frase em alemão. Várias de suas ameaças eram assinadas com o nome de Emerson Setim. Aparentemente as assinaturas eram falsas, pois Setim se tornou desafeto do fórum por ter se foragido da polícia na Espanha após a Operação Bravata.
Em dezembro de 2016, ele enviou carta pedindo que a Universidade Federal do Ceará demitisse Lola Aronovich ou faria um massacre que deixaria 300 mortos. A Polícia Federal passou a investigá-lo por terrorismo, mas GOEC enviou carta pedindo desculpas para a universidade, a Polícia Federal, a Abin e a Revista Fórum. Ele afirma que não mataria ninguém e que só fez a ameaça no calor do momento por Lola ser uma pessoa horrível. Entre as pessoas cujo suspeita-se que ele tenha ameaçado estão Joice Hasselmann, Carla Zambelli, Jean Wyllys, o escritor Anderson França, Janaina Paschoal, Duda Salabert, Caroline Dartora, Alisson Julio, Ana Lúcia Martins, Suéllen Rosim, Talíria Petrone, Donald Trump, Marcela Temer, ministros do STF e Allan dos Santos.

## Assassinatos
O Massacre de Realengo foi cometido antes da criação do fórum, em 7 de abril de 2011, mas o perfil do assassino é parecido com os usuários do fórum e serviu de inspiração para outros massacres. O atentado foi comemorado no Dogolachan.
No dia 15 de junho de 2018, o moderador do Dogolachan Kyo ou Fuego Sancto, André Luiz Gil Garcia, de 29 anos, pediu em Penápolis a uma mulher de 27 anos que saísse com ele. Quando ela disse que não, André deu um tiro em sua nuca. Ele tentou fugir do local, mas foi cercado pela Polícia Militar e se matou com um tiro no peito. Ele já havia se envolvido em outros ataques. Antes do crime, postou no Dogolachan que queria se matar, mas estava ressentido por não haver como matar sua ex-namorada, que morava em outro estado. os channers especulavam que ele tinha depressão e estava apreensivo da Polícia Federal descobrir seu envolvimento com o site. A vítima, Luciana de Jesus do Nascimento, morreu no dia 5 de julho. Ele era moderador do Dogolachan desde pelo menos 2017 e gostava de convencer pessoas com tendências suicidas a se matarem.

No dia 4 de março de 2020, um dos presos na Operação Illuminate, o moderador Raphael Imbuzeiro, conhecido como Technomage, se matou. Ele era um incel neonazista que passou a usar chans em 2007, durante uma crise de depressão. Ele trollava o blog de Lola Aronovich, propagandeando remédios de castração química, que o fariam deixar de gostar de mulheres. Em 2012, enviou um longo e-mail para Lola contando a sua história e pedindo dedicatória para um de seus livros que ele havia comprado. Ele também passou a tomar hormônios femininos e virou mulher transgênero chamada Raziel. Porém, estudantes da UFRGS relatam que ela era uma pessoa gentil e carente, até que surtava e enviava nomes e endereços de suas ex-amigas online. Em 2013, com a saída de Marcelo Mello da cadeia, passou a ser ameaçada. Porém, ela virou moderadora do Dogolachan em 2016.  Ela já ameaçou Lola física e juridicamente e se vangloriava da força do chan. Após a prisão, anunciou que se mataria em transmissão ao vivo com veneno. Ela sumiu das redes sociais e se matou aos 29 anos.

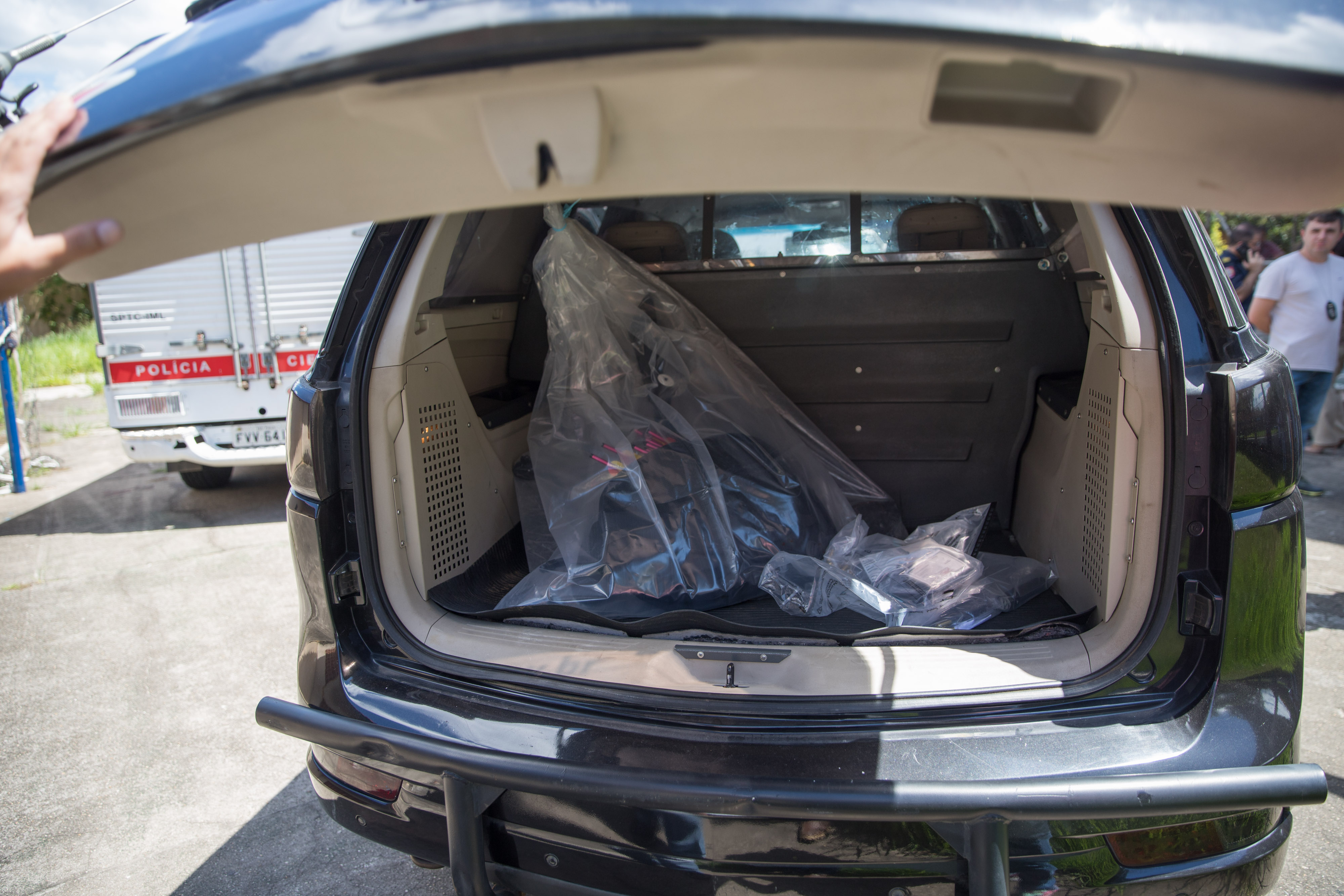
Armas usadas no Massacre de Suzano.

No dia 13 de março de 2019, Luiz Henrique e Guilherme Taucci, usuários do Dogolachan, entraram em uma escola em Suzano, mataram sete pessoas e cometeram suicídio. Antes do massacre, eles teriam anunciado seus planos no imageboard e pedido dicas. Em seu último post, agradeceram o administrador DPR pelos conselhos. Depois do massacre, DPR mudou a url para que ela não fosse identificada pelas autoridades. A matança foi celebrada no fórum. Há a possibilidade, porém, dos posts terem sido feitos depois do ataque.
No dia 2 de julho de 2019, Caroline de Paula Dini, de 20 anos, conhecida como a moderadora Emma ou Maria Dolores, estrangulou sua amiga, Elídia Geraldo, de 19 anos, em Ubá enquanto seu namorado e ex-namorado de Elídia, Igor, assistia. Eles foram presos na operação "quem é como Deus" e Caroline foi acusada na cidade de satanismo.
Em 22 de fevereiro de 2021, membros do Dogolachan comemoraram o assassinato de Sol, e houve suspeitas de ligações do assassino, Guilherme, com imageboards e outros grupos extremistas.

## Ameaças
Alguns ataques foram comprovadamente feitos pelo imageboard. Outros, porém, seguem o mesmo padrão, mas podem ter sido feitos por outros indivíduos ou entidades.

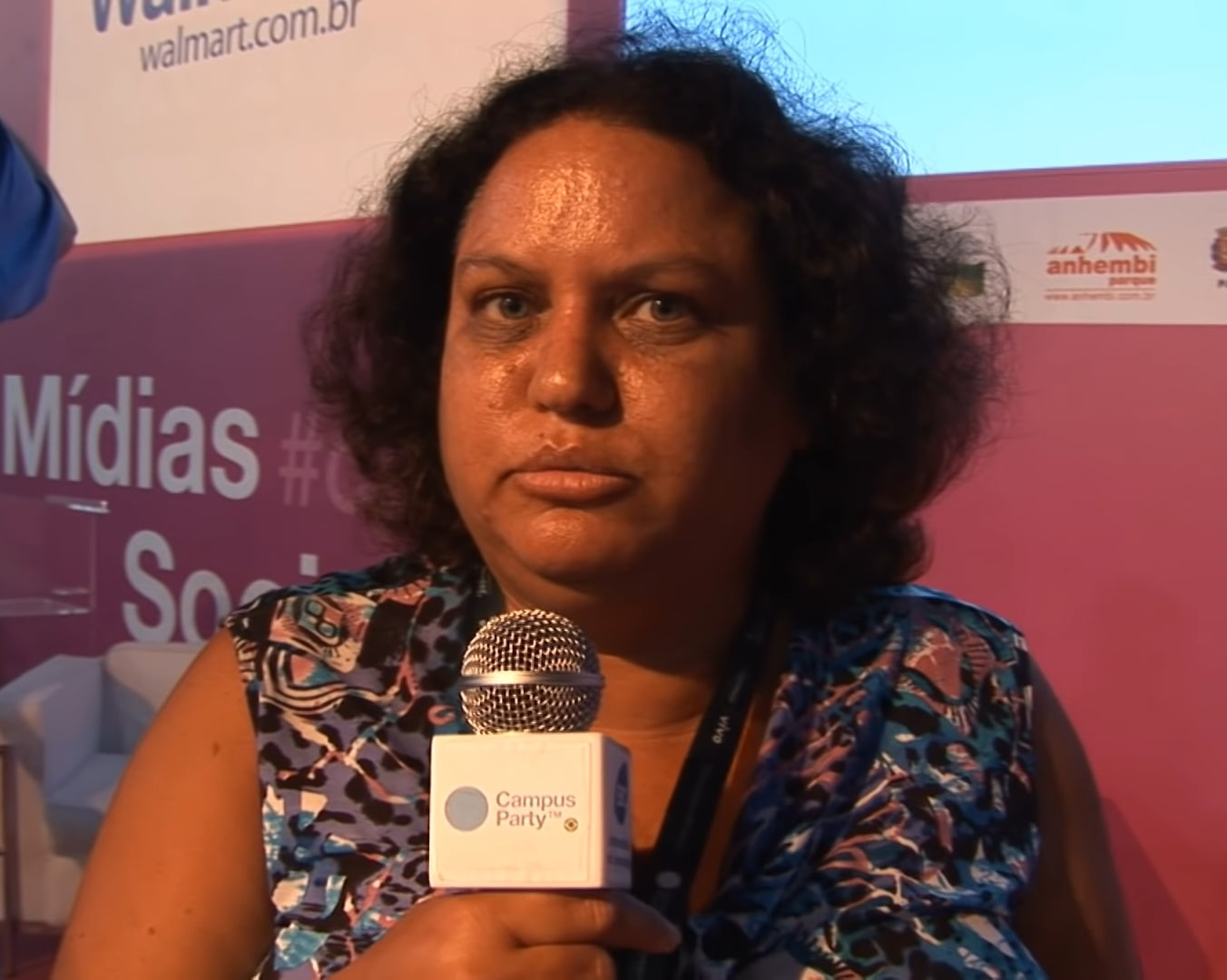
A professora Lola Aronovich é a pessoa mais ameaçada pelo Dogolachan. Por causa disso, foi sancionada a Lei Lola, que permite que Polícia Federal possa investigar casos de misoginia na internet em âmbito interestadual e internacional.

Dolores Aronovich Aguero, professora da UFC e feminista, foi uma das primeiras ameaçadas pelo chan. As ameaças começaram em 2013, antes da criação do fórum, pelas denúncias feitas contra o blog Sílvio Koerich. Aronovich declarou que receceu diversas ameaças oriundas de Mello e outros individuos. Ela descreve os chans como organizações terroristas. A lei 13.642/18, conhecida como Lei Lola, proposta por Luizianne Lins, permitiu que a Polícia Federal possa investigar crimes cibernéticos de misoginia em âmbito interestadual e internacional.
O site de noticias Ponte Jornalismo publicou diversas notícias sobre o Dogolachan, o que levou seus funcionários a sofrerem ameaças.
Em 2017, usuários do Dogolachan passaram a atacar Ricardo Wagner Arouxa, um  consultor de segurança na área de tecnologia,  por desavenças com o usuário "Alemão" no grupo do Cartola FC no VK.
Os ataques iniciais eram menos severos, como um anúncio de contratação de serviços gerais com seu endereço. Seis pessoas apareceram em sua porta por causa da vaga. Subsequentemente, o domínio Rio de Nojeira foi cadastrado em seu nome, hospedando um site que veiculava insultos racistas contra diversas figuras publicas. Em setembro, trolls usaram seu nome para ameaçar a advogada Janaina Paschoal e seus filhos. Foi criado um perfil no Facebook com o seu nome, solicitando fotos de crianças nuas. A UniCarioca, onde Ricardo estudava, foi ameaçada usando o seu nome.
Em dezembro de 2017, Ricardo foi denunciado para a Polícia Civil por ameaça de bombas, tendo como alvo a Ordem dos Advogados do Brasil do Rio de Janeiro e o advogado Rodrigo Mondengo. Arrouxa teve seus equipamentos eletrônicos confiscados e quase foi processado por terrorismo. Ameaças em seu nome continuam a ser feitas em 2025.
Em junho de 2017, diversas empresas de Asheville e Nova York, nos Estados Unidos, receberam um fax ameaçando explodir bombas caso não pagasse 25 mil de dólares. As mensagens foram assinadas por Emerson Eduardo Rodrigues Setim, que se identifica como russo. O caso foi investigado pela Polícia de Atlanta. Uma carta assinada  por Setim fazendo a mesma ameaça foi encontrada perto de um jornal em Kentucky.
Em julho de 2017, o escritor Anderson França recebeu ameaças, onde seus dados foram expostos e foi oferecida uma recompensa para quem o matasse durante a Festa Literária Internacional de Paraty. Por causa disso, o autor participou do evento através de videoconferência. No dia 21, o inquérito foi aberto na Delegacia de Repressão Aos Crimes de Informática. Voltou a ser ameaçado no dia 22 de janeiro de 2020, onde foi ameaçado de morte pelo mesmo motivo de Marielle Franco, ser negro, LGBT e defensor dos direitos humanos, e que “[n]ós vamos matar você porque você mexeu com gente poderosa, gente de farda e políticos”. Ainda disse que a pessoa que o ameaçou previamente não estava presa. O jornal Ponte identificou postagem no Dogolachan sobre Anderson antes dos ataques.
Em 2018, a professora antropóloga Debora Diniz passou a sofrer ameaças quando entrou com ação no STF pela descriminalização do aborto até a 12ª semana de gravidez. Ela foi incluída no Programa de Proteção aos Defensores de Direitos Humanos do Governo federal e aconselhada a deixar o país. Entre as ameaças, estão a de massacre caso ela não parasse de lecionar. O caso foi investigado pela Delegacia Especial de Atendimento a Mulher. Advogados renomados, como  Alberto Silva Franco, Alberto Zacharias Toron e Antônio Carlos de Almeida Castro criaram uma rede em defesa de Diniz. Um morador de São José dos Pinhais foi processado no Ministério Público Federal como sendo o autor das ameaças. Debora se exilou em Nova York e voltou ao ativismo depois de um ano.
Em abril de 2019, Allan dos Santos, sua família e a equipe da Terça Livre receberam ameaças de estupro e morte. Ele pediu pelo Twitter que o então ministro Sergio Moro tomasse providências.

## Ameaças a universidades
Em setembro de 2016, a UFMG recebeu  na página do Facebook mensagem de ameaça de chacina na Faculdade de Filosofia e Ciências Humanas. A mensagem original foi publicada em 2009 em um site ligado ao Dogolachan. Em outra mensagem, afirmou ter 19 anos e citou o atentado em Nice como uma maneira de matar os alunos.
No dia 4 de dezembro de 2017, a secretaria do curso de letras da USP recebeu e-mail dizendo que um atirador abriria fogo contra alunos e funcionários da FFLCH. “Eu vou aparecer hoje na segunda-feira, último dia de aula, com uma touca ninja e duas pistolas 9mm que eu comprei na favela São Remo [vizinha à Cidade Universitária], e vou entrar atirando para matar“. Também ameaçou jogar ácido sulfúrico em uma funcionária e que iria se matar para encontrar suas 70 virgens no paraíso. Além disso, jurou lealdade ao Daesh e ao califa Al-Baghdadi. Foi registrada a ocorrência no 93ºDP (Jaguaré). O dono do e-mail que enviou as mensagens era Murilo Ianelli Chaves. Anteriormente, ele estava sofrendo perseguições por ter criado projeto na internet que denuncia o compartilhamento de fotos envolvendo pedofilia e se envolveu na expulsão do presidente da Frente Integralista Brasileira, Victor Emanuel Barbuy, do campus. Ele alega que seu e-mail foi hackeado por usuários do Dogolachan.
Em 6 de janeiro de 2018, A Unicarioca foi chamada de senzala, e seis alunos e um professor tiveram fotos divulgadas no site Rio de Nojeira com ofensas raciais. As ameaças foram reportadas na Delegacia de Repressão aos Crimes de Informática. A universidade contratou uma advogada especializada em crimes virtuais e contratou uma equipe particular para ajudar nas investigações. Em outubro de 2019, a universidade sofreu ameaça de ataque no Dogolachan, onde o usuário avisa outros channers a não frequentarem a universidade naquele mês. A universidade voltou a ser ameaçada em junho de 2022 por um suposto ex-aluno. As aulas foram suspensas por dois dias.  O 10ª DP da Polícia Civil realizou cinco mandatos de buscas e apreensão no Rio de Janeiro e em Teresópolis, porém foi concluído que o suspeito estava em Minas Gerais. Sete testemunhas foram ouvidas. O aluno seria um incel que estava no curso de Sistemas de Informação. Ele já havia postado conteúdos racistas e misóginos no YouTube.

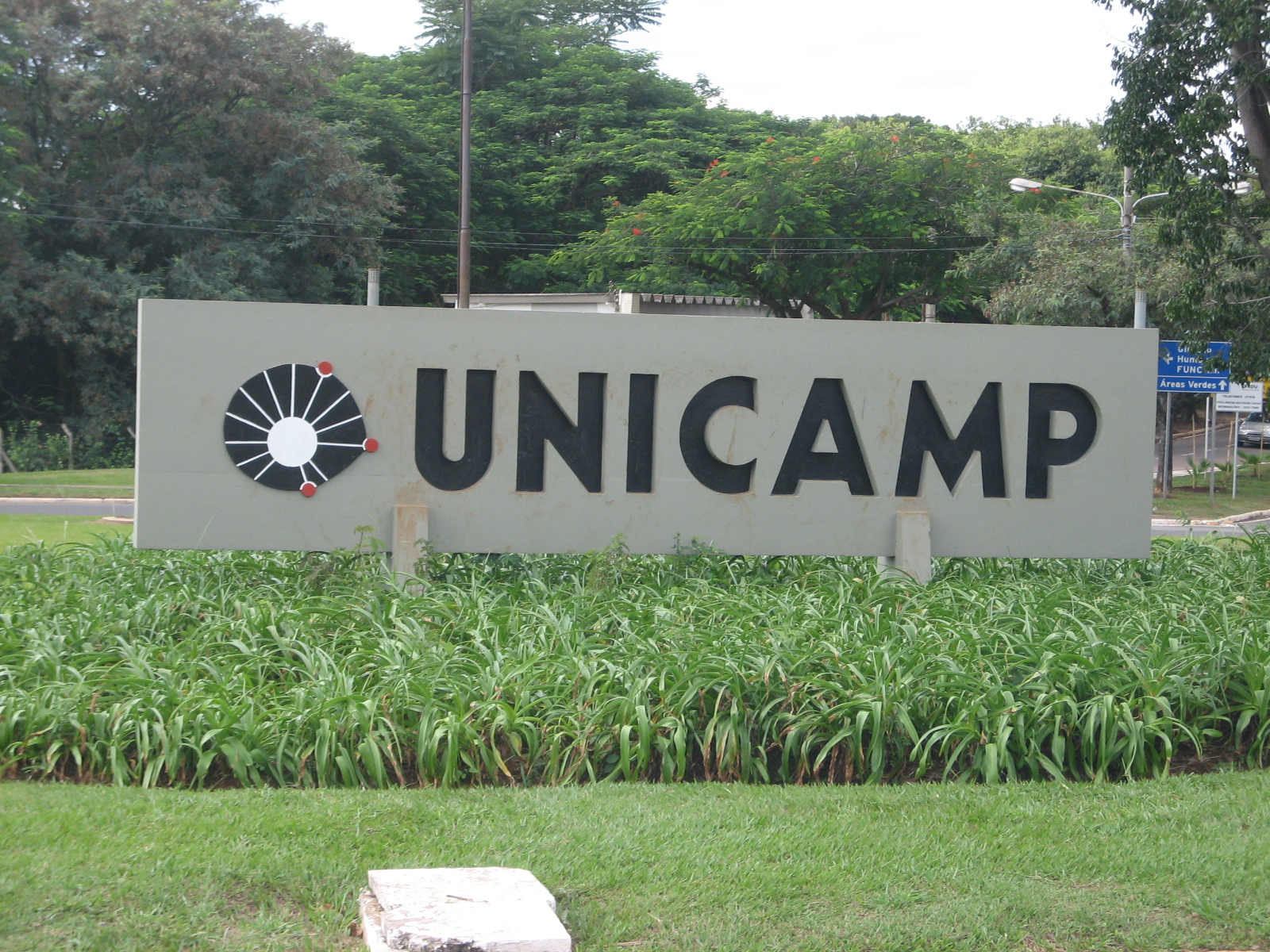
Depois do Massacre de Suzano, diversas universidades foram ameaçadas, incluindo a Unicamp.

Em setembro de 2018, a Unicamp foi pichada, a primeira vez com uma suástica, um alvo e os escritos "poder branco", e a segunda com os dizeres "vai ter massacre #columbine". Além disso, outras localidades da universidade foram pichadas. O suspeito, porém, foi filmado pelas câmeras de segurança. A Polícia Civil passou a investigar o caso e prendeu o autor. Ele entrou na universidade em 2008 para cursar Estatística, mudou o curso para Matemática Aplicada e Computacional e em 2011 mudou para Engenharia da Computação, mas foi jubilado. De acordo com o delegado responsável pelo caso, Cássio Vita Biazolli, ele morava com a mãe, nunca trabalhou desde a adolescência e tinha esquizofrenia. Recentemente, ele havia parado de se cuidar e havia se tornado mais retraído. Ele prestou depoimento no 7º DP, no distrito de Barão Geraldo, e foi processado por dano ao patrimônio público e ameaça. A polícia pediu um exame de verificação de insanidade. A patrulha patrimonial da Unicamp passou a fazer rondas 24 horas por dia e foi criado um botão de pânico no aplicativo de celular da universidade, que permite os alunos se comunicarem com os guardas. No mesmo ano, a universidade sofreu ameaças em redes sociais. Em 2022, três homens brancos, carecas, de barba e vestindo roupas pretas, uma delas com uma suástica, foram em um bar perto da moradia estudantil, dispararam uma arma para cima, ameaçaram clientes e funcionários com a arma, agrediram o dono do estabelecimento, cometeram injúria racial. O caso ganhou repercussão, em especial pelas denuncias da vereadora Mariana Conti (PSOL), e a Polícia Civil prendeu os suspeitos.
Em março de 2019, a UFMG recebeu uma ameaça de atentado enviado pelo formulário de comunicação do site da universidade. O seu IP, porém, foi rastreado e encaminhado para a Polícia Federal. Na mensagem, o autor afirma que foi reprovado no sistema de cotas e mataria alunos e servidores. A UFMG não alterou a rotina de aulas, mas reforçou a segurança da bancada responsável pelas reprovações. A universidade contatou a Polícia Federal e Militar e reforçou o policiamento. Dois garotos de 18 anos foram presos com armamentos, junto com o suspeito de ser o mandante, de 55 anos.
Em março de 2019, um usuário do Dogolachan queria cometer um massacre, então outro usuário sugere matar os alunos da UFRGS, pela segurança ser "meramente patrimonial". A universidade contatou a ABIN. Em abril, um garoto no Facebook ameaçou matar o maior número de pessoas possível na universidade.
Em março de 2019, a UFJ recebeu ameaça de atentado contra os alunos do curso de Educação Física. A ameaça foi testemunhada por duas pessoas. As aulas foram canceladas no dia seguinte e a universidade anunciou que realizou rondas preventivas no Campus Jatobá.
Em março de 2019, um aluno de 17 anos do curso de Direito ameaçou nas redes sociais realizar um massacre na UnesulBahia. A Polícia Civil de Eunápolis realizou um mandato de busca em Santa Cruz Cabrália e prendeu o suspeito. Ele foi conduzido para a Delegacia Territorial de Santa Cruz Cabrália e foram apreendidos um revólver .38, pertencente ao seu pai, computadores e celulares. O suspeito é de classe média alta, filho de professora com um Delegado de Polícia aposentado do Amazonas (falecido), e tomava remédio controlado para depressão. Ele alegava que a ameaça era uma brincadeira.
Em março de 2019, a FDF e a Uni-Facef suspenderam as aulas por ameaças sofridas nas redes sociais. O autor dizia que eles e seus amigos estavam planejando um massacre para o dia seguinte. Os suspeitos foram localizados pela Delegacia de Investigações Gerais de Franca. Eles disseram ter criado um perfil falso para disseminar a mensagem. Eles assinaram registro de Termo Circunstanciado e foram liberados. Após as ameaças, foi compartilhada uma mensagem no WhatsApp que dizia que a Polícia Federal pediu para os alunos da Unifran faltassem as aulas, mas a universidade afirmou que não recebeu ameaças.
Em março de 2019, um estudante ameaçou ataque aos colegas no Centro Universitário Unifacisa. A universidade acionou o Ministério Público do Estado da Paraíba, Ministério Público Federal, Polícia Federal e Polícia Militar. O suspeito foi afastado da universidade por 30 dias e precisou dar depoimento para a Polícia Civil.
Em março de 2019, foi compartilhado um áudio onde alguém ameaçava fazer uma chacina na UESC. A Polícia Militar aumentou a patrulha na área e a cavalaria montada foi vista na universidade. A Polícia Civil prendeu o estudante do ensino médio de 23 anos Wellingson Monteiro de Oliveira, que admitiu ter feito o áudio como uma brincadeira. Vários alunos faltaram nas aulas no dia seguinte.
Em março de 2019, Marcos Gabriel Almeida, de 18 anos, postou no status do WhatsApp que faria um massacre no Cetepes de Teixeira de Freitas. A Polícia Militar enviou uma viatura para ficar na porta da escola, foi preso, e confessou ter feito a postagem como uma piada.
Em março de 2019, uma postagem na página Segredos Unifesp em uma rede social ameaçou fazer uma chacina contra os estudantes de Terapia Ocupacional na Unifesp. A polícia foi acionada e a universidade cancelou as aulas no dia seguinte.
Em abril de 2019, alunos da UEPG encontraram carta no banheiro, dizendo que havia cooptado uma pessoa com problemas mentais a fazer a maior execução de alunos do mundo, e que o massacre de Suzano foi apenas o começo. A universidade melhorou a segurança interna e contatou a polícia. A Polícia Civil enviou dois investigadores para averiguar o caso. A universidade afirmou que havia suspeitas sobre a autoria do texto.
Em abril de 2019, a UFG recebeu e-mail com ameaça de massacre, e acionou a Polícia Civil e Militar. O e-mail foi enviado pela aba "fale conosco" no website da instituição. A pessoa se identificou como Mohamed Almeida Comanetti, jurou lealdade ao Estado Islâmico e falou que mataria “homossexuais, negros, esquerdistas, maconheiros e adúlteros”. A UFG reforçou a segurança com policiais militares e contratou mais guardas patrimoniais. Um dia após a ameaça, as aulas foram suspensas. A motivação seria pela universidade ter "mexido" contra um membro do movimento integralista em uma manifestação pró-ditadura militar. As ameaças foram direcionadas a Faculdade de Ciências Humanas e Filosofia e Faculdade de Jornalismo.
Em abril de 2019, a UFPR sofreu ameaça de atentado. A postagem foi feita no Dogolachan e o autor disse que mataria mulheres, negros e aidéticos. A universidade entrou em contato com a ABIN, as polícias Civil e Militar e o Núcleo de Combate aos Cibercrimes. As aulas foram suspensas por um dia. A ameaça, no entanto, foi dada como falsa.
Em abril de 2019, o IFG sofreu ameaça de massacre nas redes sociais. A Polícia Civil prendeu três suspeitos, que disseram se tratar de uma brincadeira. Uma professora também foi presa por estar filmando a prisão dos garotos, mas foi liberada posteriormente.
Em abril de 2019, alunos neonazistas do INES ameaçaram realizar massacre na escola. O instituto ativou a Polícia Civil, Militar e Federal e reforçou a segurança no campus.
Em junho de 2019, a UFES sofreu ameaça de atentado por usuário do Dogolachan, que dizia que iria matar "matar o máximo de esquerdistas, feministas, viados e negros que encontrar pela minha frente", e pediu para os "cidadãos de bem" evitarem o recinto. A universidade acionou as Polícias Federal e Militar e a Gerência de Segurança e Logística da Universidade. Os alunos decidiram não ir as aulas no dia seguinte. O inquérito da Polícia Federal foi concluído e enviado ao Ministério Público Federal.
Em junho de 2019, a UFPE sofreu ameaça de atentado no Dogolachan, que não teria ocorrido antes por causa das rondas da Polícia Militar. O autor das mensagens diz odiar marxistas, psolistas e petistas que usavam a universidade para criticar Jair Bolsonaro e a reforma da previdência. A universidade acionou a Superintendência de Segurança Institucional, a Polícia Federal e Militar e a Secretaria de Defesa Social. Em setembro de 2020, um aluno da universidade fez ameaças, que levou a abertura de um processo disciplinar. Em setembro de 2022, o mesmo aluno enviou mais de 40 e-mails pedindo que os professores mudassem sua nota e ameaçou dar 50 facadas nos professores, entre outras ameaças. O processo disciplinar foi finalizado e ele foi suspenso da instituição, mas voltou e foi abordado pelos policiais e passou por uma revista. A universidade pediu que ele realizasse um laudo de perícia psiquiátrica.
Em setembro de 2019, um aluno de Direito da UNIP de Alphaville enviou uma série de áudios para os colegas ameaçando realizar um massacre. Ele já havia ameaçado um parente de morte em 2018. A Polícia Civil foi ativada, e ele foi enviado para uma Unidade Básica de Saúde por ter transtornos mentais.
Em setembro de 2019, foram escritas ameaças de massacre no banheiro do IFMT. Não é a primeira vez que a universidade é ameaçada, e já existiam protocolos contra esse tipo de ação no campus. A Polícia Militar e Civil foram ativadas. Em agosto de 2022, um aluno de 17 anos trancou alunos e professores em uma sala e ameaçou esfaqueá-los. A Polícia Militar foi ativada por um dos alunos, que tentou negociar os reféns. Alguns dos alunos foram liberados e a PM conseguiu deter o suspeito.
Em maio de 2022, um aluno de 19 anos do primeiro período de Ciência da Computação na Universidade Paulista de Goiânia perguntou no grupo de WhatsApp da sala quem os colegas poupariam em um massacre na escola. Um aluno afirmou que a piada era de mau gosto, e ele respondeu que não era piada. A Polícia Civil passou a investigar o caso. Ele prestou depoimento junto com a mãe no 17º DP de Goiânia, e afirmou que as mensagens foram tiradas de contexto. Após a repercussão, ele pediu desculpas aos colegas. Ele foi suspenso da universidade até que o caso fosse esclarecido.

## Ameaças contra políticos

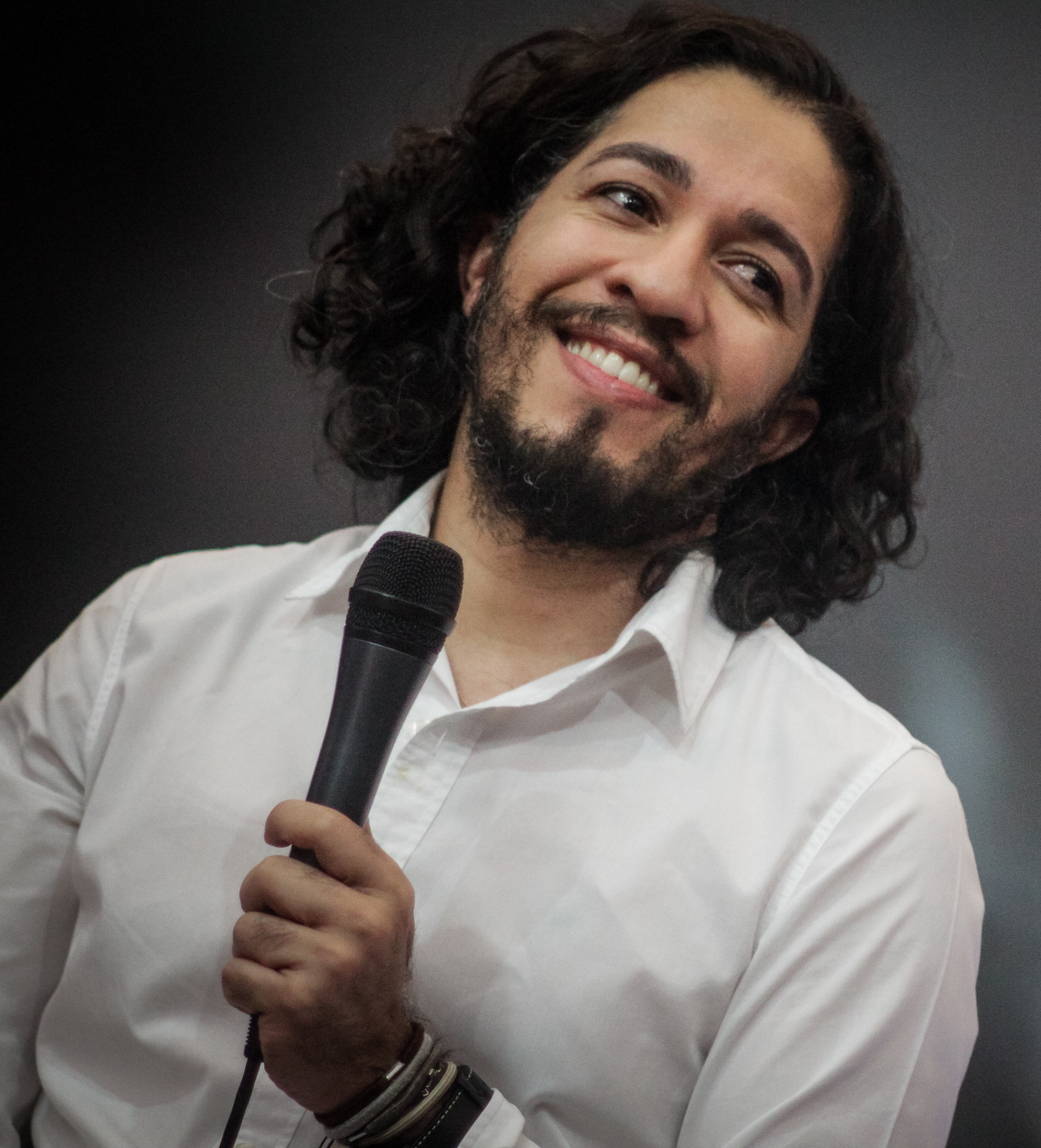
Jean Wyllys renunciou após ameaçarem matar sua família e estuprar sua irmã. Ele se exilou em Barcelona.

Uma série de políticos ligados de alguma maneira a movimentos minoritários receberam ameaças similares, muitas vezes assinado com o nome ficticio Ricardo Wagner Arouxa. Nos e-mails, o autor escrevia que vivia de auxílio emergencial e que  sua mulher estaria com câncer de mama, e ameaçava matar a pessoa em questão, com algumas variações no método. Apesar disso, há a possibilidade que outros grupos além do Dogolachan estejam envolvidos. Em 2022, estes e outros casos de violência foram denunciados por relatores e organismos da ONU por meio de uma carta enviada ao Governo Brasileiro.
O ex-deputado LGBTQIA+ Jean Wyllys vem sendo ameaçado por membros do fórum faz anos. Desde 2018, após o assassinato de Marielle Franco, ele anda apenas com escolta policial. Em 2019, desistiu do mandato e fugiu para Barcelona por causa das ameaças. Entre elas, está o envio de e-mails contendo ofensas e ameaças, incluindo o assassinato de membros de sua família e uma ameaça de estupro a sua irmã. Em 2020, o Núcleo de Direitos Humanos do Ministério Público do Distrito Federal e Territórios denunciou Marcelo Mello pelos crimes de coação no curso do processo, injúria qualificada pela raça e origem e ameaça. Ele pode ser condenado de um a seis meses de prisão, além da multa por danos morais.

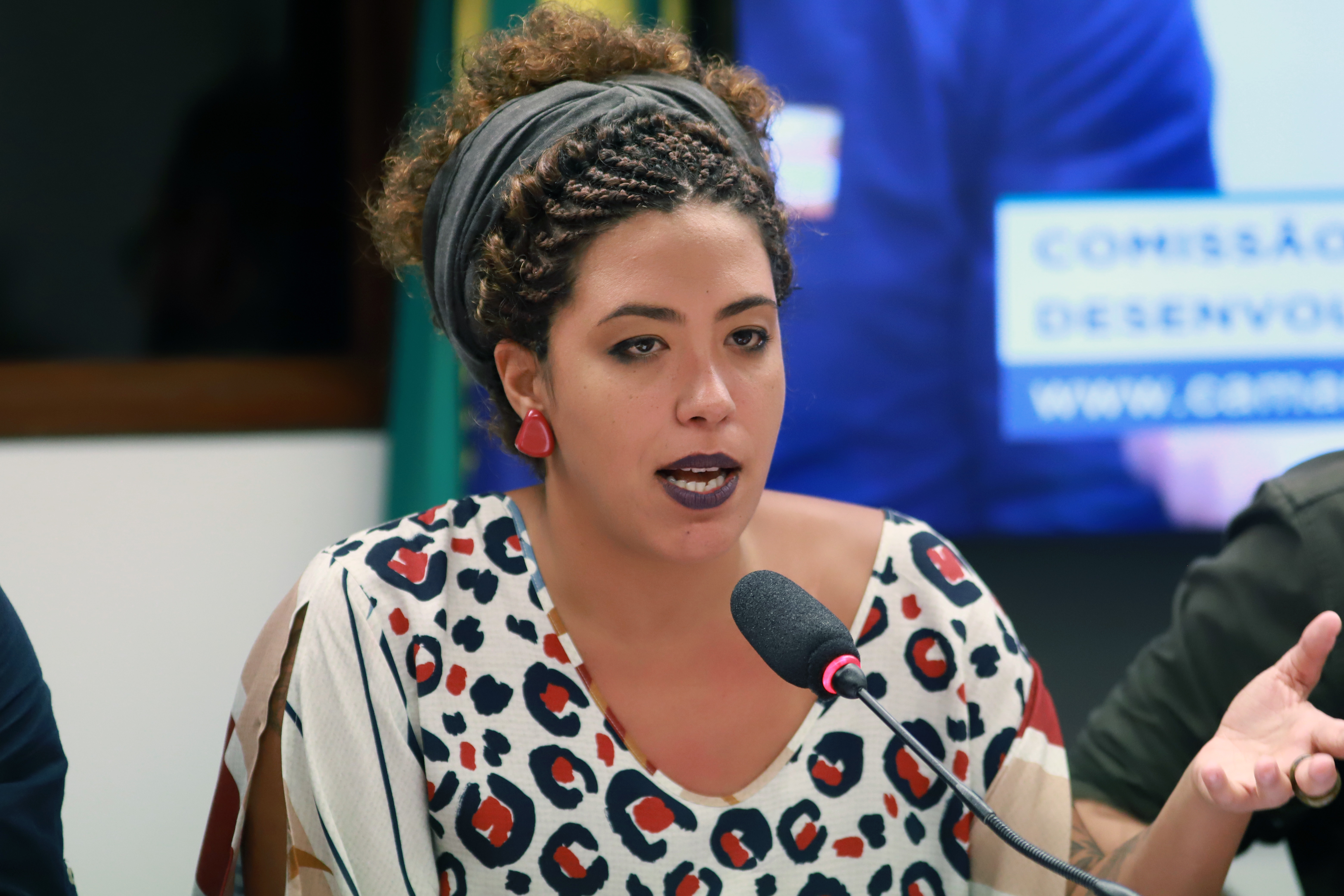
Talíria Petrone escreveu carta para a ONU sobre as ameaças que estava sofrendo, para garantir sua proteção.

Talíria Petrone recebe ameaçadas de morte desde 2016, quando foi eleita vereadora de Niterói. Ela passou a receber escolta, que foi suspensa por causa da pandemia de COVID-19. No dia 15 de agosto de 2020, agora como deputada federal, voltou a ser ameaçada durante sua licença-maternidade pelo disque denúncia, e a escolta foi reestabelecida. As ameaças aumentaram, que incluía um plano de seu assassinato na deep web. Ela achou que o estado não estava fazendo esforços o suficiente para garantir sua proteção, por isso passou um ano afastada e fora do Rio de Janeiro, retomando suas atividades em 2021, mas precisando andar em carro blindado e com escolta da Polícia Legislativa. Em 22 de setembro de 2020, enviou carta à ONU para que o governo explicasse ausência sobre suas ameaças de morte e o assassinato de Marielle Franco, que recebeu apoio do parlamento do Mercosul.
Em junho de 2019, a deputada federal Carla Zambelli recebeu diversas mensagens de ameaça. Em uma delas, o remetente dizia saber que ela andava com escolta, mas seu filho não. Também havia uma descrição detalhada de estupro. Além disso, recebeu montagens de seu filho morto. Zambelli passou a ser escoltada por dois policiais legislativos, instalou um aparato de segurança em seu escritório, contratou segurança particular e passou a andar de carro blindado. Ela diz que é ameaçada desde 2015, após o impeachment de Dilma Roussef. Ela diz suspeitar que os ataques vieram do Dogolachan.

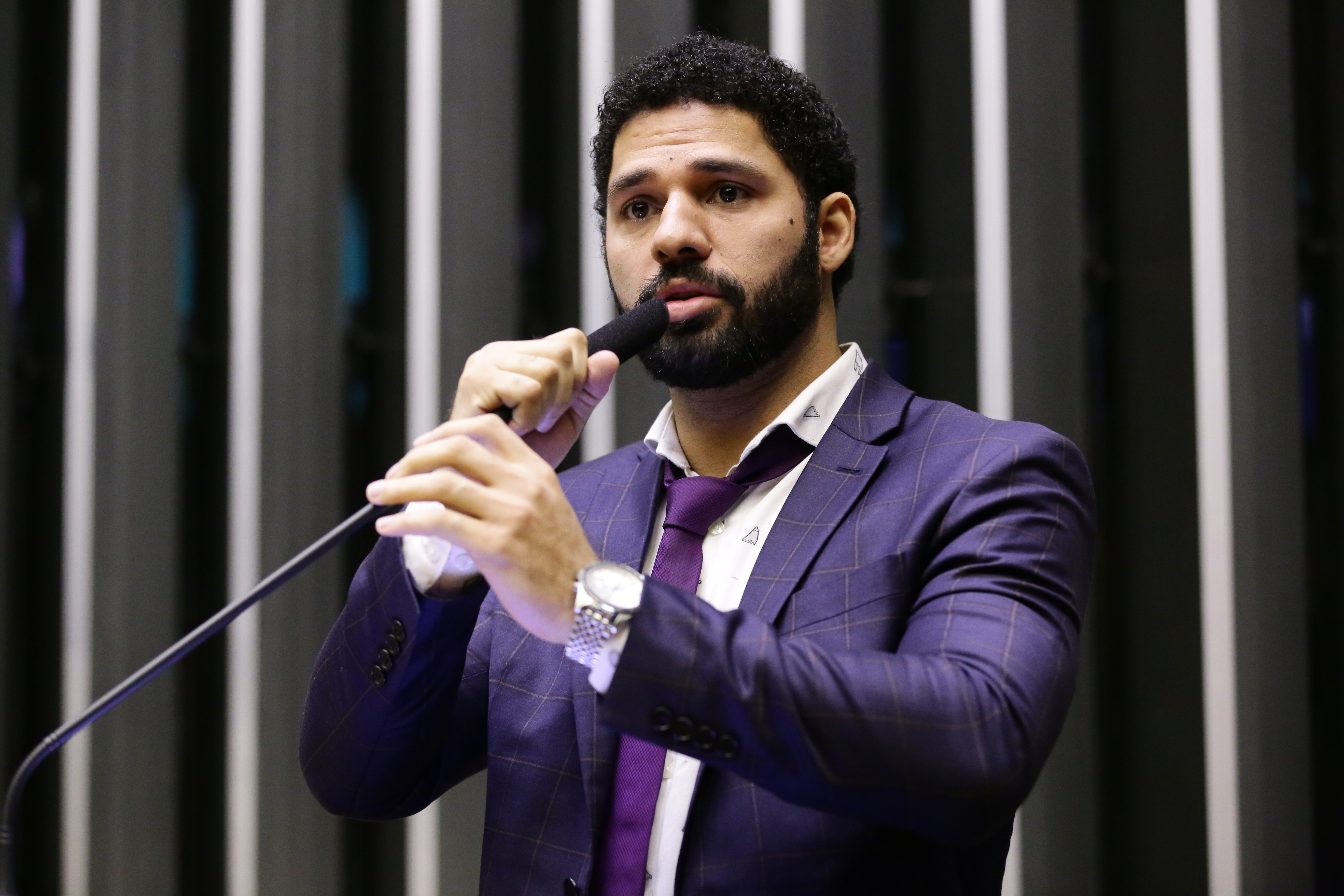
David Miranda passou a ser ameaçado após o jornal The Intercept, criado pelo seu marido Glenn Greenwald, publicar uma série de reportagens conhecidas como Vaza Jato, que trazem denúncias contra procuradores e juízes envolvidos na Operação Lava Jato.

Também em junho de 2019, o deputado David Miranda e seu esposo Glenn Greenwald, outros familiares e o jornalista Leandro Demori foram ameaçados de morte, a não ser que pagassem dez mil dólares em bitcoins até o fim de junho. As ameaças traziam detalhes da rotina de seus filhos e de sua vida privada. O jornalista depôs no Conselho de Comunicação Social no dia 17 de junho. As ameaças foram condenadas por 26 entidades de todo o mundo. Foi ameaçado novamente, e ambos fizeram denúncia à Polícia Federal, acusando Sergio Moro, Deltan Dallagnol e outros ministros da Operação Lava Jato como autores por retaliação por causa da Vaza Jato. A ONU enviou carta cobrando que o caso fosse solucionado. Gleenwald também passou a ser processado criminalmente e em fevereiro de 2020, David Kaye e Edison Lanza, relatores da ONU, enviaram carta ao governo brasileiro cobrando resultados, argumentando que era uma ameaça ao jornalismo brasileiro.
Em novembro de 2020, a vereadora Ana Lucia Martins, a primeira mulher negra eleita na história de Joinville, passou a receber e-mails e mensagens de perfis falsos a ameaçando logo depois de ser eleita. Em uma delas, a pessoa diz que “[a]gora só falta a gente matar ela e entrar o suplente que é branco (sic)". Após a divulgação das mensagens, suas redes sociais foram invadidas, mas recuperadas posteriormente. Ela registrou um boletim de ocorrência na Polícia Civil de Joinville por meio da Delegacia de Proteção à Criança, ao Adolescente, à Mulher e ao Idoso. Houve protestos pedindo a punição do remetente, e o caso passou a ser acompanhado pela Comissão Nacional dos Direitos Humanos. Novas ameaças foram feitas, com cópias enviadas para a OAB e o Tribunal de Justiça. Um suspeito foi preso no dia 21. Ele tinha esquizofrenia, morava com a mãe e pode ter sido coagido a postar as mensagens. Ele passou os últimos dias agitado e engoliu o seu chip de celular. Ele teria entrado em contato com a ideologia neonazista com amigos da escola. Em dezembro de 2020, a Polícia Civil solicitou ajuda da Organização Internacional de Polícia Criminal (INTERPOL) para colaborar com as investigações, após descobrir que uma das contas de e-mail utilizadas nas ameaças e ataques à vereadora foi criada com registro de provedor na Suíça.
Também em novembro de 2020, Alisson Julio, o vereador por Joinville mais votado de Santa Catarina e o primeiro cadeirante eleito na câmara, também recebeu ameaças após se solidarizar com Ana Lúcia Martins. Seu partido, Novo, registrou boletim de ocorrência e lançou nota de repúdio. Após revelar as ameaças, foi ameaçado mais duas vezes. A Câmara de Vereadores repudiaram as ameaças feitas a ambos. A OAB também está acompanhando seu caso. A polícia afirma, porém, que o grupo que o ameaçou é distinto do que ameaça Ana.
Em dezembro de 2020, poucos dias depois de ser eleita prefeita de Bauru, Suéllen Rosim sofreu ataques racistas em suas redes sociais e WhatsApp. Ela abriu um boletim de ocorrência. Nos dias seguintes, ela voltou a ser atacada e ameaçada, o que fez com que fosse à delegacia novamente. No fim de novembro, recebeu e-mail com descrição similar ao enviado sob o nome de Ricardo Wagner Arouxa.

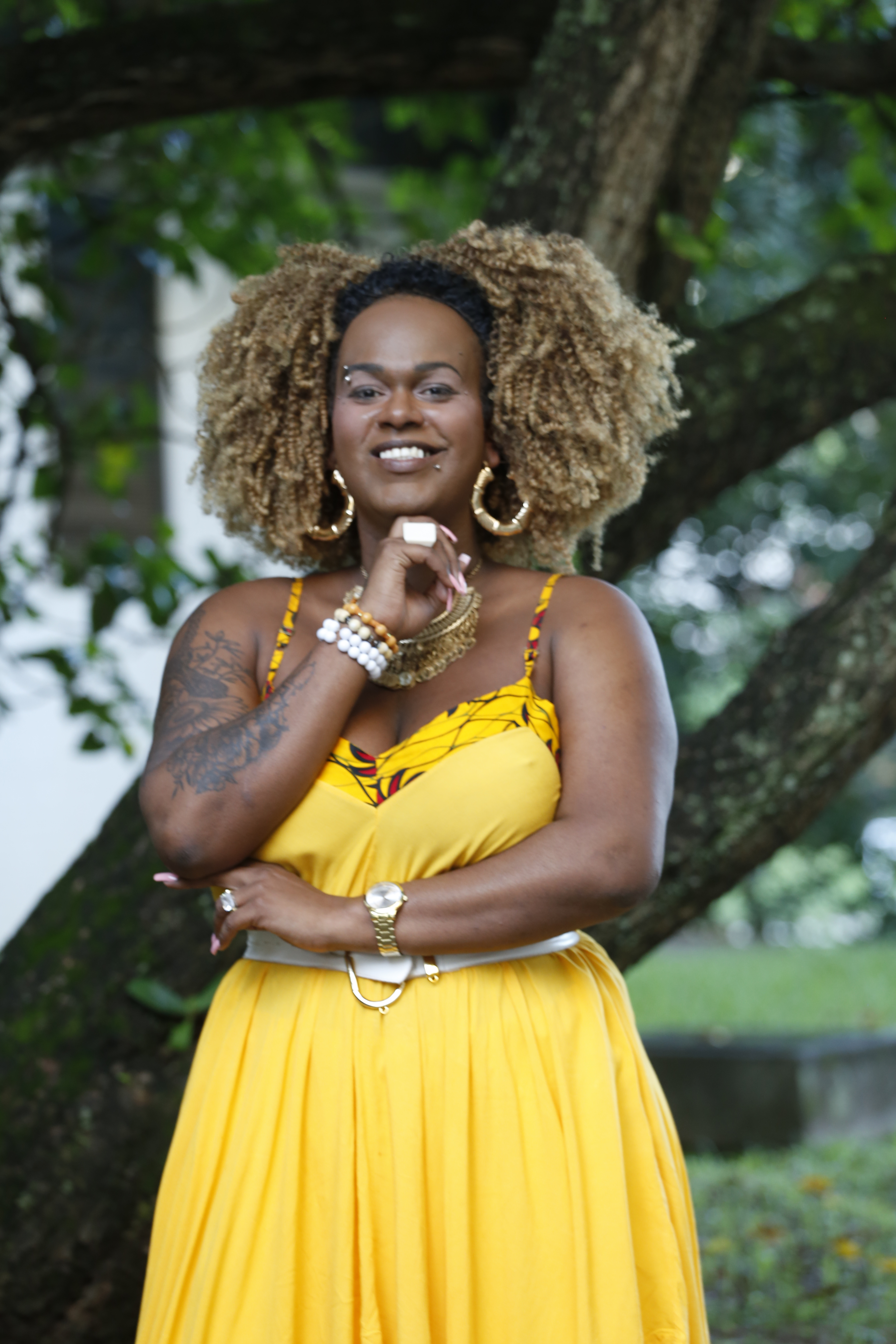
Benny Briolly se exilou do país em 2015 por causa das ameaças que vinha sofrendo

Em dezembro de 2020, a vereadora transexual, recém-eleita em Niterói, Benny Briolly recebeu e-mail pedindo para que não renunciasse ao cargo, pois o remetente iria comprar uma pistola, matá-la e cometer suicídio logo em seguida. Ele diz ser membro do grupo de mandou matar Marielle Franco. Não é a primeira vez que a deputada sofre ameaças. Ela registrou um boletim de ocorrência. Ela já havia fugido do país por causa de ameaças em 2015, mas elas se intensificaram nos últimos anos. Seus casos de violência são acompanhados pelos órgãos Instituto Marielle Franco, Movimento Mulheres Negras Decidem, ONG Criola e IDPN. Ela não recebeu proteção policial. Em 2022, recebeu novas ameaças, que fez com que ela fizesse denúncia na Delegacia de Crimes Raciais e Delitos de Intolerância. O e-mail foi enviado pelo e-mail oficial de Rodrigo Amorim, que levou Briolly a acusá-lo de ser o remetente. Amorim negou a autoria e pediu que a Delegacia de Crimes de Informática verificasse se o e-mail foi enviado da Alerj. A Polícia Civil não encontrou provas de que o e-mail foi enviado por Amorim.
No dia 4 de dezembro de 2020, a vereadora trans mais votada da história de Belo Horizonte, Duda Salabert, recebeu um e-mail onde um homem ameaça matar crianças na escola onde trabalhava e matá-la em seguida. Por conta das ameaças, Duda perdeu o emprego na escola e recebeu outro e-mail, desta vez ameaçando ela e sua família. No dia 17 de agosto de 2022, recebeu novas ameaças em seu gabinete na Câmara de Vereadores de Belo Horizonte, desta vez por carta. Nela, é dito que Salabert é um perigo para a sociedade e deveria estar em um campo de concentração. Além disso, outras mensagens a ameaçavam de morte e havia ofensas ao ex-primeiro-ministro do Japão Shinzo Abe e ao ministro do STF Alexandre de Moraes. Duda estava concorrendo às eleições e passou a usar colete à prova de balas. As ameaças foram denunciadas no Tribunal Superior Eleitoral. O caso está sendo acompanhado pela Polícia Civil. Ela continuou recebendo mais mensagens, assinadas pelo Comando de Caça aos Comunistas de Minas Gerais.
No dia 6 de dezembro de 2020, a primeira vereadora negra eleita em Curitiba, Carol Dartora, tornou público ameaça que ela recebeu por e-mail. Nela,  o autor a chama de macaca e que vai comprar uma arma para matá-la, qualquer um que estivesse perto dela e depois cometeria suicídio. Ele também postou o endereço de Carol, que estava correto. A Polícia Civil do Paraná passou a acompanhar o caso. O Setorial de Combate ao Racismo do PT Paraná anunciou que registraria queixa no 1º Distrito Policial. O caso também foi acompanhado pelo Núcleo de Combate aos Cibercrimes e pela Comissão de Direitos Humanos da Câmara Municipal de Curitiba.
As vereadoras da Bancada Negra da Câmara de Vereadores de Porto Alegre receberam e-mails contendo ameaças de morte. O grupo inteiro foi ameaçado, mas em especial as vereadoras Karen Santos e Daiana Santos. No dia 7 de setembro de 2021, as vereadoras Laura Sito, Daiana Santos, Karen Santos e Matheus Gomes denunciaram as ameaças na Delegacia de Crimes Cibernéticos, como sendo parte de um ataque sistemático que vem acontecendo em todo o país. O Levante Feminista Contra o Feminicídio do Rio Grande do Sul publicou nota de repúdio contra o ataque.

## Tentativa de incriminar pessoas inocentes
É de conhecimento público e notório que o criminoso Marcelo Valle Silveira Mello, presidiário, preso no Penitenciária Federal de Campo Grande, no Mato Grosso do Sul, e outros membros do Dogolachan, se fazem passar por outras pessoas na internet para praticar crimes cibernéticos.
Segundo o Ministério Público do Distrito Federal e Territórios, nos Autos TJDFT – PJE n. 0038136-38.2016.8.07.0001:
“Contudo, no curso das investigações, que transcorreram no âmbito da Polícia Federal (IPL 508/2017), verificou-se que, embora o e-mail tenha sido assinado em nome de EMERSON EDUARDO RODRIGUES SETIM, o verdadeiro remetente foi o denunciado MARCELO VALLE SILVEIRA MELLO.”
“No presente caso, o endereço eletrônico goec@sigaint.org faz parte de serviços de e-mail conhecidos por prometer anonimidade aos seus usuários, sendo evidente que EMERSON, detentor de profundos conhecimentos de informática, não se valeria desse endereço eletrônico e se identificaria ao mandar a mensagem via e-mail com conteúdo criminoso.”
“Em verdade, MARCELO, descontente com a conduta adotada por EMERSON nas investigações citadas (confissão e entrega de materiais à Polícia Federal), as quais culminaram em sua condenação, fingiu-se tratar de EMERSON e enviou à vítima a seguinte mensagem:”
Segundo a Polícia Judiciária Civil do Estado de Mato Grosso:
“Robson Aguiar remete a autoria do site Tio Astolfo a Marcelo Valle Silveira Mello e que há cerca de 3 meses o teria denunciado como sendo o dono do blog Puaheite Brasil, que divulga matéria de pedofilia, conteúdo racista e de estupro. A denúncia, segundo ele, foi feita via rede social e seria este o motivo de Marcelo ter atribuído a ele a autoria do site Tio Astolfo.”
Segundo o Centro de Humanidades da Universidade Federal do Ceará:
“No entanto, um blog falso foi criado em seu nome. Nesse blog, são feitas postagens de discursos pela castração de homens e de apologia ao aborto e infanticídio de meninos, na tentativa de reforçar os mais ridículos estereótipos com relação ao feminismo. Esse blog fake também divulga endereço e telefone residenciais da Prof. Lola, que tem recebido inúmeras ameaças, agora estendidas à sua família e ao seu trabalho.”
“Para o Conselho do Centro de Humanidades, discordar, ou mesmo não gostar de alguém, é um direito de todos. A Universidade é um espaço democrático de produção do conhecimento e do amplo debate. Difamar, jogar lama nas pessoas, além de inadmissível, é criminoso e deve ser combatido. O Conselho espera que as pessoas envolvidas nessas ações de difamação e calúnia sejam responsabilizadas pelo que dizem e assumam as consequências decorrentes.”